# Kino Śląsk we Wrocławiu

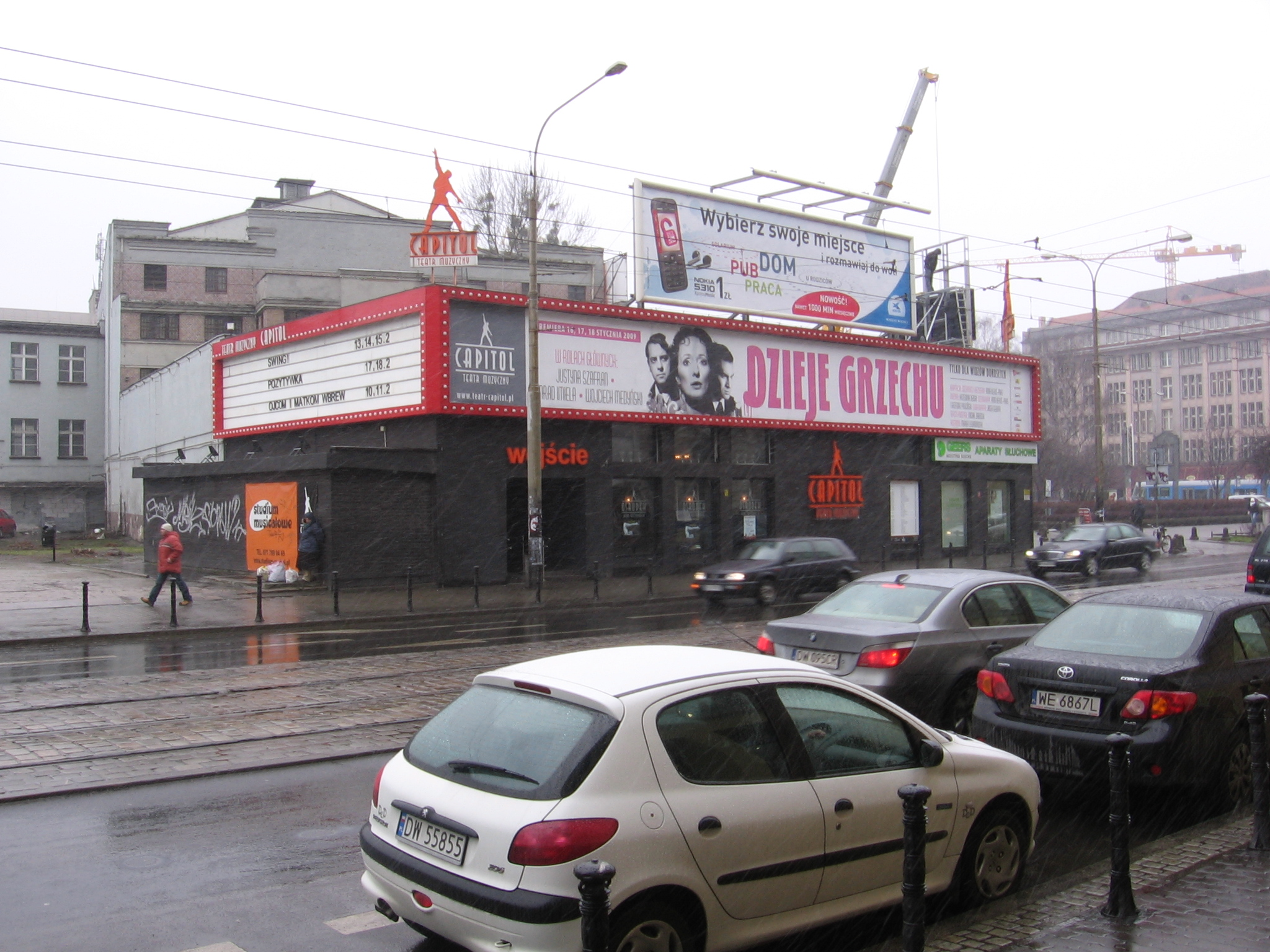
Dawne Kino Śląsk, za budynkiem zachowana przedwojenna część budynku, w którym znajdowała się sala kinowa

Kino Śląsk – jedno z najstarszych kin we Wrocławiu, znajdowało się przy obecnej ulicy Piłsudskiego, niegdyś Gartenstrasse 22 (ulica Ogrodowa). Obecnie w tym miejscu znajduje się Teatr Muzyczny Capitol. 

## Historia
Budynek kina został wybudowany w latach 1928–1929. Projektantem jego był berliński architekt, Friedrich Lipp, autor projektu kina Atrium w Berlinie. Działkę przy ulicy Gartenstr. 67 pod budowę sprzedał studniarz, mistrz Wolf. Otwarcie kina Schauburg miało miejsce 20 lutego 1929 roku. Prócz funkcji kina, spełniał rolę teatru, rewii i varietes. Budynek posiadał sześć pięter. W 1945 roku większa część kina została zniszczona, ocalała jedynie sala kinowa. 
Po działaniach wojennych w tym samym miejscu reaktywowano kino Śląsk. Pierwszym wyświetlonym filmem była angielska produkcja pt. Srebrna flota. W 1950 roku kino z rąk Miejskiej Rady Narodowej przeszło pod zarząd Centrali Rozpowszechniania Filmów. W latach 60. w budynku otworzono Państwową Operetkę Dolnośląską. W 1987 roku z powodu katastrofalnego stanu technicznego przeprowadzono remont kapitalny. Po dziesięciu latach trwania remontu budynek został zniszczony przez powódź w 1997 roku. W 1999 roku kino przestało istnieć i przeszło pod zarząd Operetki Wrocławskiej, zmieniając nazwę na Teatr Muzyczny – Operetka Wrocławska, a w 2003 roku otrzymało obecną nazwę – Teatr Muzyczny Capitol.

## Architektura budynku
Fasada budynku była wyłożona złotymi płytkami, ściany w holu kasowym zabudowane były witrynami, sufit był w kolorze srebrnym, a podłoga wyłożona była czarno-biało-czerwoną ceramiką. Na I piętro, gdzie znajdowała się górna sala i loże balkonowe, wchodziło się po łukowych schodach z mosiężną balustradą. Sufit i ściany na piętrze były platerowane srebrem, a podłoga wyłożona była wzorzystym dywanem. Balkony były wzorowane na berlińskim kinie, a ich balustrady wyłożono materiałem w kolorze masy perłowej. Sala kinowa wraz z balkonami mieściła 1200 widzów. Na wyższych piętrach znajdowały się mieszkania. Prócz głównej sali w budynku były dwa dziedzińce, hall, westybul i sklep.
W latach powojennych kino zostało odbudowane w socrealistycznym stylu z parkietem i boazerią z paździerzowych płyt.